# Trałowce typu Ton
Trałowce typu Ton – typ brytyjskich trałowców przeznaczonych do operowania na wodach przybrzeżnych, opracowanych na początku lat 50. XX wieku. Zbudowanych zostało 118 jednostek tego typu, spośród których do Royal Navy trafiło 116, pozostałe dwie wyprodukowano dla South African Navy.
Okręty miały początkowo nosić nazwy owadów, ostatecznie jednak nadano im nazwy brytyjskich miejscowości kończące się na -ton, stąd nazwa typu.
Wiele z okrętów służących w Royal Navy zostało sprzedanych (część z nich niespełna kilka lat po wejściu do służby) marynarkom innych państw –
Argentyny (6 jednostek), Australii (6), Ghany (1), Indii (4), Irlandii (3), Malezji (7) oraz Związku Południowej Afryki (8). Dwie jednostki służyły także przejściowo w Royal New Zealand Navy. Część okrętów została przebudowana w trakcie służby na niszczyciele min, okręty badawcze i patrolowe.
W latach 80. okręty zaczęto zastępować trałowcami typu River. Ostatnie jednostki typu Ton zostały wycofane ze służby w Royal Navy w pierwszej połowie lat 90.

## Okręty
- Royal Navy
  - HMS „Coniston” (M1101)
  - HMS „Alcaston” (M1102) (następnie w Royal Australian Navy jako HMAS „Snipe”)
  - HMS „Alfriston” (M1103)
  - HMS „Alverton” (M1104) (następnie w irlandzkiej marynarce wojennej jako „Banba”)
  - HMS „Amerton” (M1105)
  - HMS „Appleton” (M1106)
  - HMS „Beachampton” (M1107)
  - HMS „Bevington” (M1108) (następnie w argentyńskiej marynarce wojennej jako „Tierra del Fuego”)
  - HMS „Bickington” (M1109)
  - HMS „Bildeston” (M1110)
  - HMS „Edderton” (M1111) (przebudowany na okręt badawczy HMS „Myrmidon”; następnie w malezyjskiej marynarce wojennej jako „Perantau”)
  - HMS „Boulston” (M1112)
  - HMS „Brereton” (M1112)
  - HMS „Brinton” (M1114)
  - HMS „Brontington” (M1115)
  - HMS „Burnaston” (M1116)
  - HMS „Buttington” (M1117)
  - HMS „Calton” (M1118)
  - HMS „Carhampton” (M1119)
  - HMS „Caunton” (M1120)
  - HMS „Chediston” (M1121) (następnie w Royal Australian Navy jako HMAS „Curlew”)
  - HMS „Chilcompton” (M1122)
  - HMS „Clarbeston” (M1123)
  - HMS „Crichton” (M1124)
  - HMS „Cuxton” (M1125)
  - HMS „Dalswinton” (M1126)
  - HMS „Darlaston” (M1127) (następnie w malezyjskiej marynarce wojennej jako „Mahamiru”)
  - HMS „Derriton” (M1128)
  - HMS „Oulston” (M1129) (następnie w irlandzkiej marynarce wojennej jako „Grainne”)
  - HMS „Highburton” (M1130)
  - HMS „Blaxton” (M1131) (następnie w irlandzkiej marynarce wojennej jako „Fola”)
  - HMS „Hickleton” (M1132) (tymczasowo w nowozelandzkiej a następnie argentyńskiej marynarce wojennej odpowiednio jako HMNZS „Hickleton” i „Neuquen”)
  - HMS „Bossington” (M1133) (ex-HMS „Embleton”)
  - HMS „Essington” (M1134) (następnie w malezyjskiej marynarce wojennej jako „Kinabalu”)
  - HMS „Fenton” (M1135)
  - HMS „Fittleston” (M1136)
  - HMS „Flockton” (M1137)
  - HMS „Floriston” (M1138)
  - HMS „Somerleyton” (M1139) (ex-HMS „Gamston”; następnie w Royal Australian Navy jako HMAS „Hawk”)
  - HMS „Gavinton” (M1140)
  - HMS „Glasserton” (M1141)
  - HMS „Hazleton” (M1142) (następnie w South African Navy jako „Kaapstad”)
  - HMS „Hexton” (M1143) (następnie w malezyjskiej marynarce wojennej jako „Ledang”)
  - HMS „Dunkerton” (M1144) (następnie w South African Navy jako „Pretoria”)
  - HMS „Dufton” (M1145)
  - HMS „Hodgeston” (M1146)
  - HMS „Hubberston” (M1147)
  - HMS „Ilmington” (M1148) (następnie w argentyńskiej marynarce wojennej jako „Formosa”)
  - HMS „Badminton” (M1149)
  - HMS „Invermoriston” (M1150)
  - HMS „Iveston” (M1151)
  - HMS „Jackton” (M1152) (następnie w Royal Australian Navy jako HMAS „Teal”)
  - HMS „Kedleston” (M1153)
  - HMS „Kellington” (M1154)
  - HMS „Monkton” (M1155) (ex-HMS „Kelton”)
  - HMS „Kemerton” (M1156)
  - HMS „Kirkliston” (M1157)
  - HMS „Laleston” (M1158)
  - HMS „Lanton” (M1159)
  - HMS „Letterston” (M1160)
  - HMS „Leverton” (M1161)
  - HMS „Kildarton” (M1162) (ex-HMS „Liston”)
  - HMS „Lullington” (M1163) (następnie w malezyjskiej marynarce wojennej jako „Tahan”)
  - HMS „Maddiston” (M1164)
  - HMS „Maxton” (M1165)
  - HMS „Nurton” (M1166)
  - HMS „Repton” (M1167) (ex-HMS „Ossington”)
  - HMS „Dilston” (M1168) (następnie w malezyjskiej marynarce wojennej jako „Jerai”)
  - HMS „Penston” (M1169)
  - HMS „Picton” (M1170)
  - HMS „Aldington” (M1171) (następnie w ghańskiej marynarce wojennej jako „Elura”)
  - HMS „Thankerton” (M1172) (następnie w malezyjskiej marynarce wojennej jako „Brinchang”)
  - HMS „Pollington” (M1173)
  - HMS „Puncheston” (M1174)
  - HMS „Quainton” (M1175)
  - HMS „Rennington” (M1176) (następnie w argentyńskiej marynarce wojennej jako „Chaco”)
  - HMS „Roddington” (M1177)
  - HMS „Santon” (M1178) (tymczasowo w nowozelandzkiej, a następnie argentyńskiej marynarce wojennej odpowiednio jako HMNZS „Santon” i „Chubut”)
  - HMS „Sefton” (M1179)
  - HMS „Shavington” (M1180)
  - HMS „Sheraton” (M1181)
  - HMS „Shoulton” (M1182)
  - HMS „Singleton” (M1183) (następnie w Royal Australian Navy jako HMAS „Ibis”)
  - HMS „Sullington” (M1184) (przebudowany na okręt badawczy HMS „Mermaid”)
  - HMS „Swanston” (M1185) (następnie w Royal Australian Navy jako HMAS „Gull”)
  - HMS „Tarlton” (M1186) (następnie w argentyńskiej marynarce wojennej jako „Rio Negro”)
  - HMS „Upton” (M1187)
  - HMS „Walkerton” (M1188)
  - HMS „Wasperton” (M1189)
  - HMS „Wennington” (M1190) (następnie w indyjskiej marynarce wojennej jako „Cuddalore”)
  - HMS „Whitton” (M1191) (następnie w indyjskiej marynarce wojennej jako „Cannanore”)
  - HMS „Wlkieston” (M1192)
  - HMS „Wolverton” (M1193)
  - HMS „Woolaston” (M1194)
  - HMS „Wotton” (M1195)
  - HMS „Yarnton” (M1196)
  - HMS „Overton” (M1197) (następnie w indyjskiej marynarce wojennej jako „Karwar”)
  - HMS „Ashton” (M1198) (ex-HMS „Cheriton”)
  - HMS „Belton” (M1199)
  - HMS „Soberton” (M1200)
  - HMS „Durweston” (M1201) (następnie w indyjskiej marynarce wojennej jako „Kakinada”)
  - HMS „Maryton” (M1203)
  - HMS „Stubbington” (M1204)
  - HMS „Wiston” (M1205)
  - HMS „Fiskerton” (M1206)
  - HMS „Castleton” (M1207) (następnie w South African Navy jako „Johannesburg”)
  - HMS „Lewiston” (M1208)
  - HMS „Chawton” (M1209)
  - HMS „Stratton” (M1210) (następnie w South African Navy jako „Kimberley”)
  - HMS „Houghton” (M1211)
  - HMS „Dumbleton” (M1212) (następnie w South African Navy jako „Port Elizabeth”)
  - HMS „Oakington” (M1213) (następnie w South African Navy jako „Mosselbaai”)
  - HMS „Packington” (M1214) (następnie w South African Navy jako „Walvisbaai”)
  - HMS „Chilton” (M1215) (następnie w South African Navy jako „East London”)
  - HMS „Crofton” (M1216)
- South African Navy
  - „Windhoek” (M1499)
  - „Durban” (M1499)